# شلانس
شلانس هي بلدية في فرنسا، تقع في فونديه، هي عاصمة Canton of Challans ‏، بلغ عدد سكانها 19,501 نسمة وذلك حسب إحصائيات سنة 2013، تبلغ مساحتها 64.84 كيلومتر مربع، رمزها البريدي هو 85300.

## الموقع
تشترك في الحدود مع:
- Commequiers [الإنجليزية]‏
- Saint-Christophe-du-Ligneron [الإنجليزية]‏
- Sallertaine [الإنجليزية]‏
- Le Perrier [الإنجليزية]‏
- Froidfond [الإنجليزية]‏
- La Garnache [الإنجليزية]‏
- Soullans [الإنجليزية]‏.

## مدن توأم
المدن التوأم:
- سارونو.

## أعلام
- فيليب فيولو
- جاكلين أوريول